# Centropus bengalensis
El cucal bengalí (Centropus bengalensis) es una especie de ave cuculiforme de la familia Cuculidae que vive en el sur de Asia.

## Distribución
A pesar de su nombre, el cucal bengalí no está confinado en la región de Bengala sino que se extiende por todo el sudeste asiático, parte del subcontinente indio y el sur de China, desde el suroeste de la India y el sur del Himalaya hasta las islas de la Sonda, las Filipinas y las Molucas, distribuido por: Bangladés, Birmania, Bután, Brunéi, Camboya, China, India, Indonesia, Laos, Malasia, Nepal, Filipinas, Singapur, Tailandia, Tíbet y Vietnam.